# Kościół Przemienienia Pańskiego i Matki Boskiej Częstochowskiej w Krynicy-Zdroju
Kościół Przemienienia Pańskiego i Matki Boskiej Częstochowskiej w Krynicy-Zdroju – rzymskokatolicki dawny kościół zdrojowy pw. Przemienienia Pańskiego i Matki Boskiej Częstochowskiej, wybudowany w 1863, znajdujący się w Krynicy-Zdroju.
Do 1892 kościół zdrojowy, obecnie pełni funkcję kościoła pomocniczego. Świątynia leży na szlaku architektury drewnianej województwa małopolskiego.

## Historia
W wyniku rozwoju Krynicy jako miejscowości uzdrowiskowej zaczęło napływać coraz więcej ludzi wyznania rzymskokatolickiego. Dla nich to i dla mieszkańców miasta wybudowano kościół w latach 1863–1864 w parku na Dietlówce według projektu Feliksa Księżarskiego, architekta, który wsławił się budową Collegium Novum Uniwersytetu Jagiellońskiego w Krakowie. Kościół ten, pw. Przemienienia Pańskiego, został konsekrowany przez ks. Józefa Emanuela Matuzińskiego, proboszcza ze Starego Sącza. Po wybudowaniu nowego kościoła w 1892 świątynia straciła na znaczeniu i została zamknięta. Dopiero na prośbę gości i kuracjuszy wznowiono odprawianie nabożeństw w soboty w okresie letnim. Kościół był kilkakrotnie remontowany w końcu XIX w. W 1991 pożar strawił kopułę, którą odbudowano w 1993.

## Architektura i wyposażenie
Budowla nawiązuje do łacińskich wzorów barokowych oraz tradycji budownictwa cerkiewnego. Założenie oparto na rzucie ośmiokąta połączonego krzyżem greckim. Główną część stanowi obszerna nawa nakryta gontowym dachem kopulastym z latarnią. Do czterech boków nawy przylegają przybudówki, pełniące role: prezbiterium, kaplicy bocznej i dwóch krucht wejściowych. Na jednej z nich wieżyczka. Obiekt został zbudowany w konstrukcji zrębowej. Ściany oszalowano pionowo z listwowaniem.
Wewnątrz zastosowano stropy płaskie. Wyposażenie stanowią dwa ołtarze z przełomu XIX i XX w. z obrazami Przemienienia Pańskiego i Matki Boskiej Częstochowskiej oraz kilka współczesnych obrazów świętych.
Obok kościoła znajduje się drewniany krzyż z 1910, upamiętniający 500 rocznicę bitwy pod Grunwaldem.

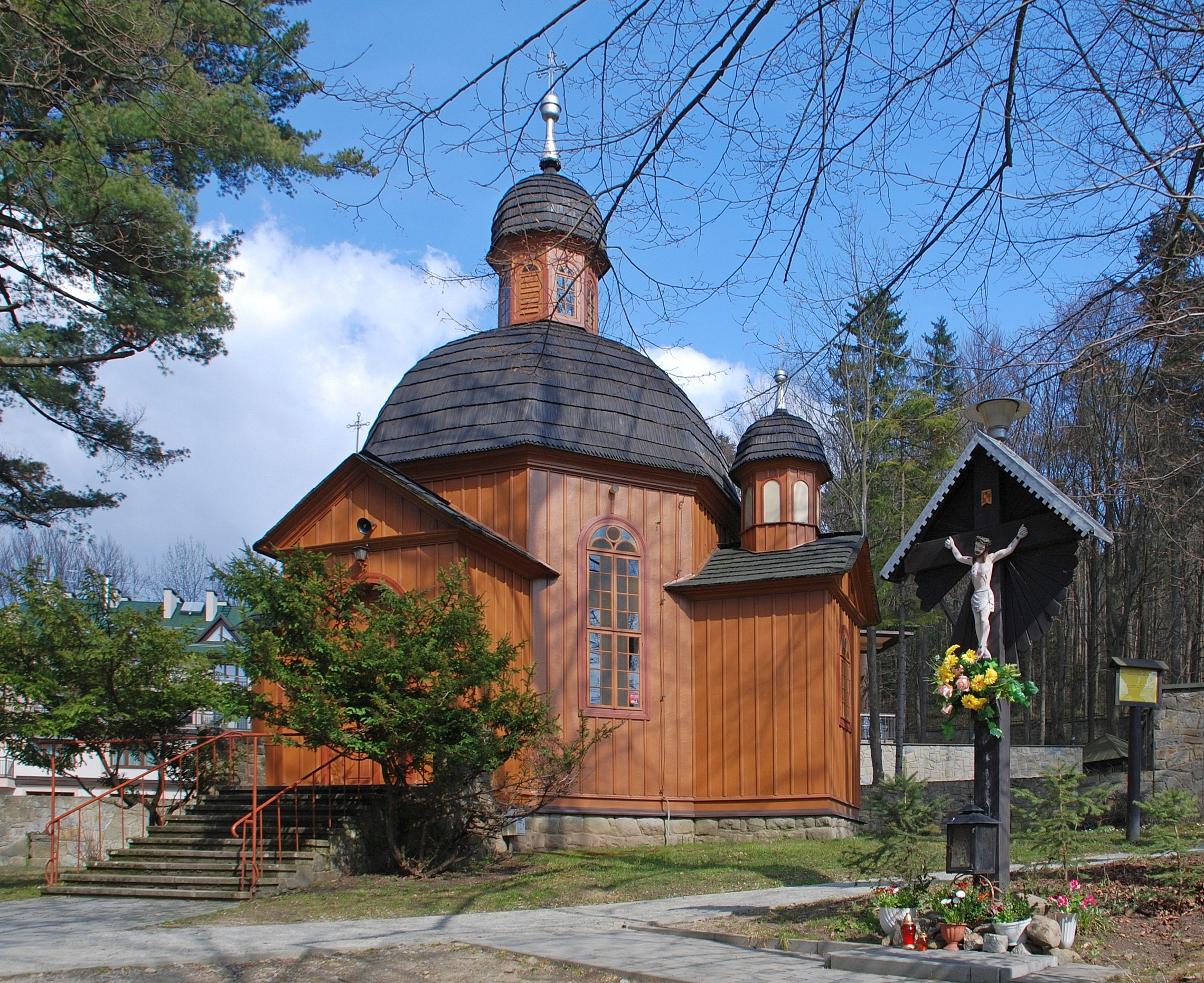
Widok od strony frontowej
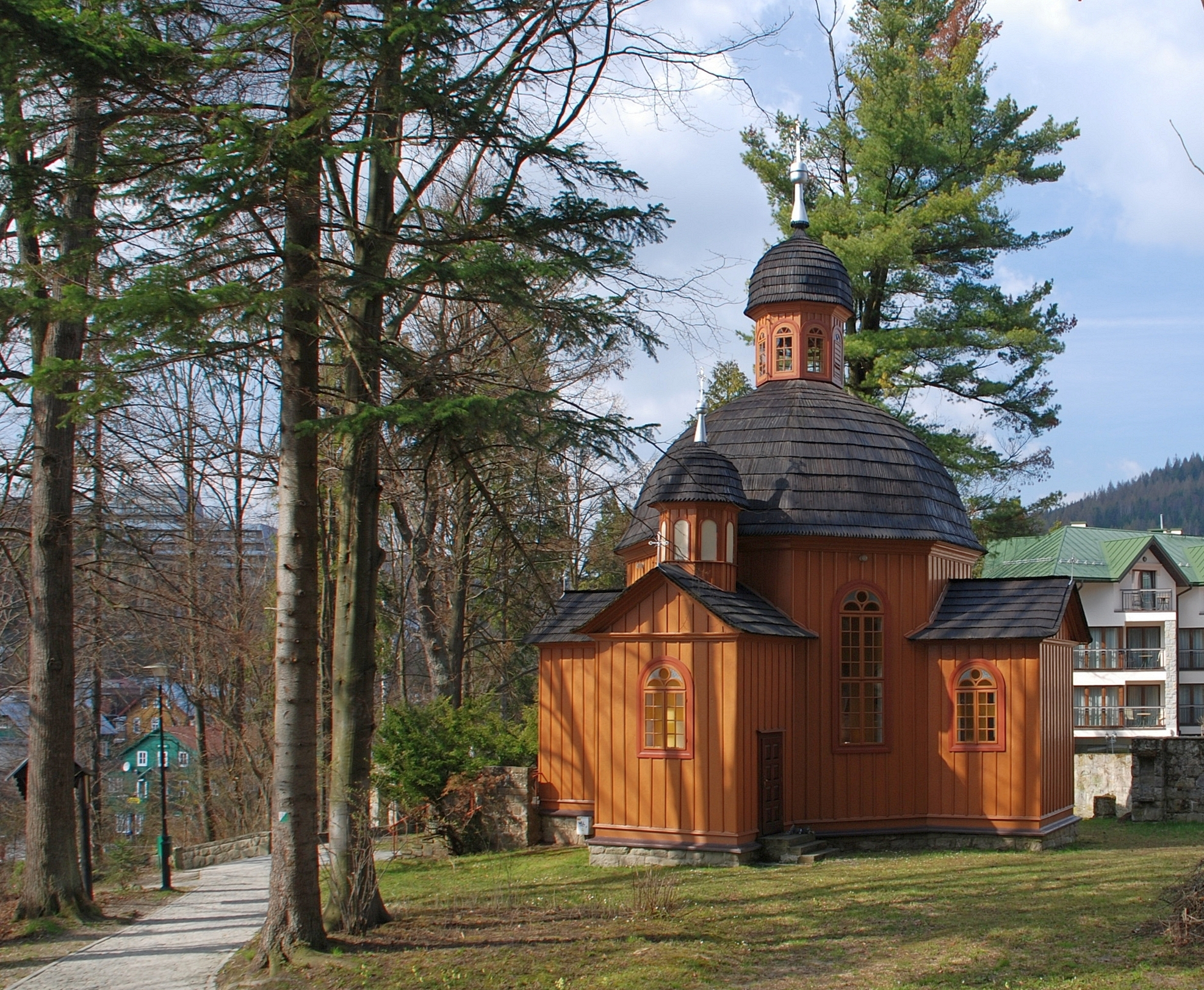
Elewacja zachodnia
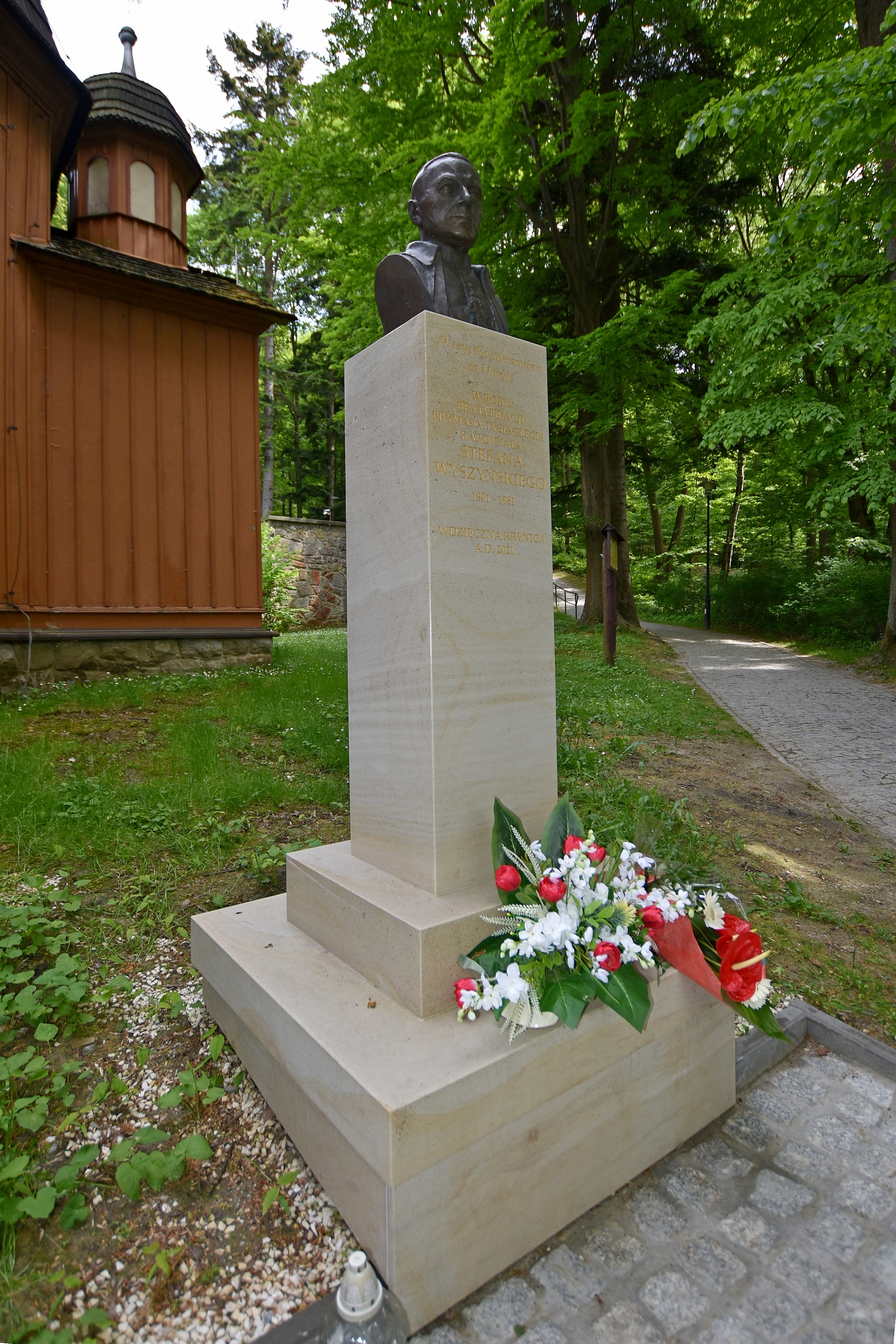
Pomnik Wyszyńskiego